# الحارث بن يزيد العكلي
الحارث العكلي اسمه الحارث بن يزيد العكلي، التيمي، من فقهاء الكوفة، وممن له رواية الحديث في الكتب الستة، روى عن الشعبي إبراهيم النخعي، وروى عنه مغيرة بن مقسم وابن شبرمة وأقرانه مات شابا، وثقه بن معين، وابن سعد وغيره، كان هو وابن شبرمة يتذاكران القضاء بعد العشاء الآخرة. قال ابن سعد: وكان ثقة قليل الحديث.

## روايته
يعد الحارث بن يزيد العكلي من رواة الحديث، روى عن الشعبي وإبراهيم النخعي قال ابن حجر: الحارث بن يزيد العكلي التيمي، روى عن أبي زرعة بن عمرو والشعبي وإبراهيم النخعي وعبد الله بن يحيى الحضرمي وعمارة بن القعقاع وهو من أقرانه.
وروى عنه عمارة بن القعقاع أيضا وعبد الله بن شبرمة وابن عجلان ومغيرة بن مقسم الضبي وغيرهم.

## مكانته العلمية
قال ابن معين: ثقة وقال العجلي: كان فقيها من أصحاب إبراهيم من عليتهم، وكان ثقة في الحديث قديم الموت لم يرو عنه إلا الشيوخ. روى له البخاري مقرونا. وقال الآجري عن أبي داود ثقة ثقة لا يسأل عنه وقال ابن سعد كان ثقة قليل الحديث وقال الحاكم قلت للدارقطني فالحارث بن يزيد العكلي قال ليس به بأس وذكره ابن حبان في الثقات.

## فقهه
يعدُّ الحارث العكلي من أعلام الفقه، ذكره أبو إسحاق الشيرازي في طبقات الفقهاء في الطبقة الثالثة ضمن فقهاء الكوفة، بعد ذكر فقهاء التابعين بالكوفة قبله. وذكره ابن سعد في الطبقات فقال:«الحارث العلكي: قال أخبرت عن هشيم قال أخبرنا مغيرة قال كان الحارث العكلي وابن شبرمة يتذاكران القضاء بعد العشاء الآخرة فكان يمر بهم أبو المغيرة فيقول بهذه الساعة أما يكفيكم ما يكون منكم في النهار حتى تذكروه بهذه الساعة أيضا وكان ثقة قليل الحديث».